# Delitti inquietanti
Delitti inquietanti (The Glimmer Man) è un film del 1996 diretto da John Gray, con Steven Seagal e Keenen Ivory Wayans.
Le riprese del film si svolsero dal 5 febbraio 1996 al 24 maggio 1996.

## Trama
Il detective Jack Cole, attivo a New York, viene mandato a Los Angeles per indagare su un pericoloso serial killer che è solito crocifiggere le sue vittime dopo averle uccise, fra cui la sua ex moglie, della cui morte l'assassino cerca di incolpare il detective.

## Accoglienza

### Critica
Il film è stato stroncato da Massimo Bertarelli che nel libro "1500 film da evitare" lo definisce "una pessima copia di Seven" pur aggiungendo che è "innegabile che la suspence, basata sugli effettacci, non manca".